# Joe Alex
Joe Alex, manchmal auch José Alex oder Joë Alex (* 1. November 1891 in Saint-Paul (Réunion); † 5. April 1948 in Lima, Peru), war ein französischer dunkelhäutiger Sänger, Varieté-Tänzer und Schauspieler in der Zeit vor dem Zweiten Weltkrieg.

## Leben
Alex, dessen Familie wahrscheinlich aus Martinique stammte, trat in den 1920er Jahren in etlichen Revuen auf, unter anderem in dem Club Le Grand Duc in Montmartre. Rolf de Maré und André Daven verpflichteten ihn als porteur der am 22. September 1925 nach Frankreich eingewanderten Josephine Baker für die von Jacques Charles choreographierte Show La Revue Nègre. Besonders bekannt wurde ihr gemeinsamer Auftritt bei Bakers Durchbruch, dem erotischen Tanz Danse sauvage, der zwischen dem 2. Oktober 1925 und dem 19. November 1925 auf der Varietébühne des Théâtre des Champs-Élysées in Paris und anschließend bei Gastspielen vorgetragen wurde. Die beiden Tänzer waren dabei nur mit roten und blauen Federn bekleidet. Mit Baker nahm er auch das Duett-Lied „Voulez-vous de la canne à sucre“ auf.
Von 1923 an wurde er bis 1946 in zahlreichen der damals so genannten „Negerrollen“ beim französischen Film besetzt. Über dreißig Werke umfasst seine Filmografie, darunter Marcel Carnés Kinder des Olymp (1943/45).
1938 leitete er das Pariser „Théâtre Africain“, das ausschließlich dunkelhäutige Darsteller beschäftigte. Nach Kriegsausbruch im Jahr darauf musste er dieses Projekt beenden.

## Filmografie
- 1923: Le Chant de l'amour triomphant
- 1932: La Terreur de la pampa
- 1943/45: Kinder des Olymp (Les enfants du paradis)
- 1947: Les Trois Cousines